# Diga di Monte Pranu
La diga di Monte Pranu è uno sbarramento artificiale situato nell'omonima località in territorio di Tratalias, provincia del Sulcis Iglesiente. Realizzata per scopi idropotabili, industriali e di irrigazione, riceve gli apporti del rio Palmas, del rio Mannu e del rio Gutturu de Ponti. L'ampio invaso generato è formato da un insieme di cinque dighe delle quali quella di Monte Pranu è la principale.

## Storia

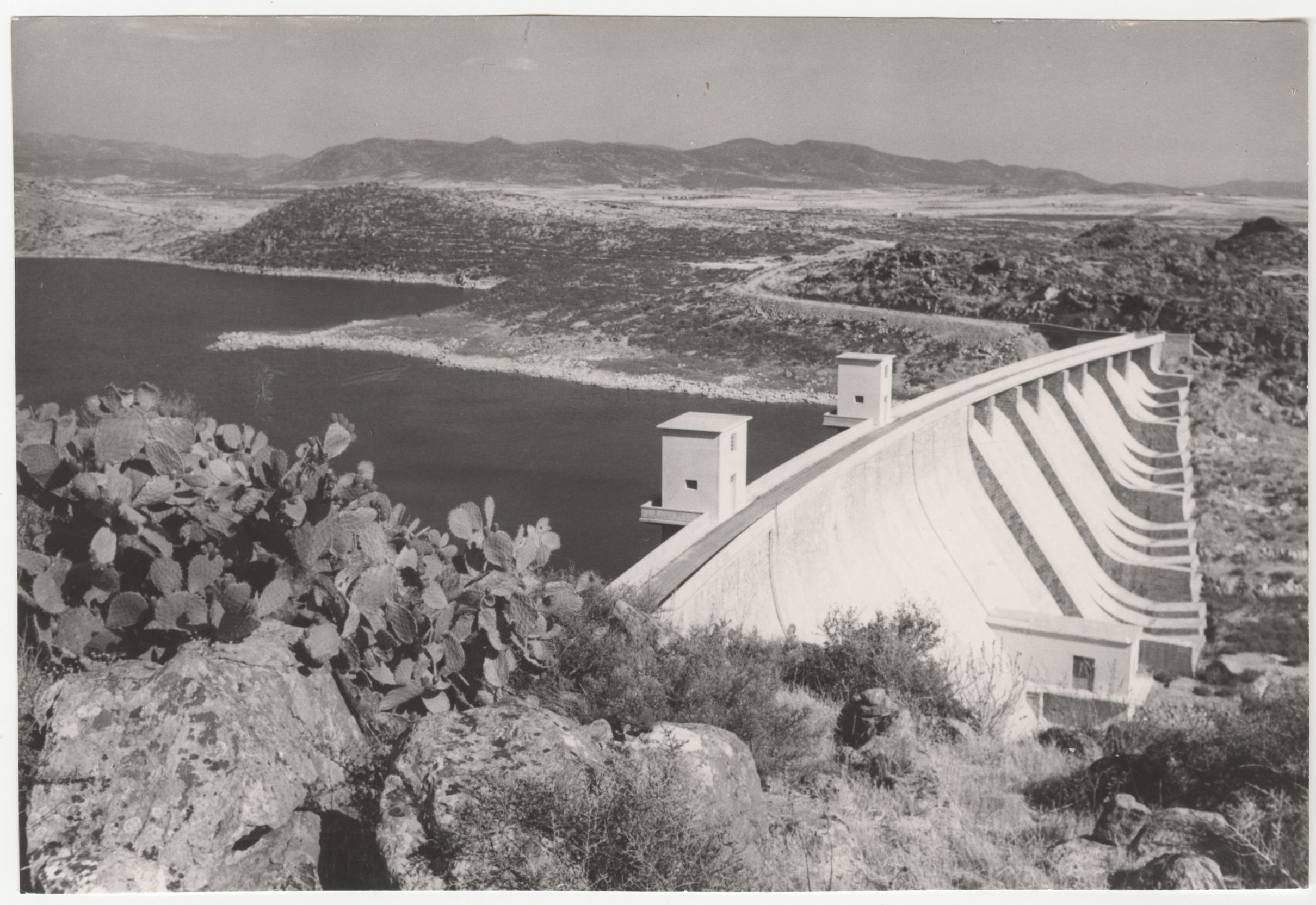
La diga del Monte Pranu in una immagine del 1957 dall'Archivio storico del Touring Club Italiano

La diga fu edificata su progetti degli ingegneri Emilio Battista (1934) e Antonio Salaris (1947) tra il 1947 e il 1951 e collaudata il 5 giugno 1953.
L'impianto, di proprietà della Regione Sardegna, fa parte del sistema idrico multisettoriale regionale ed è gestito dall'Ente acque della Sardegna.

## Descrizione

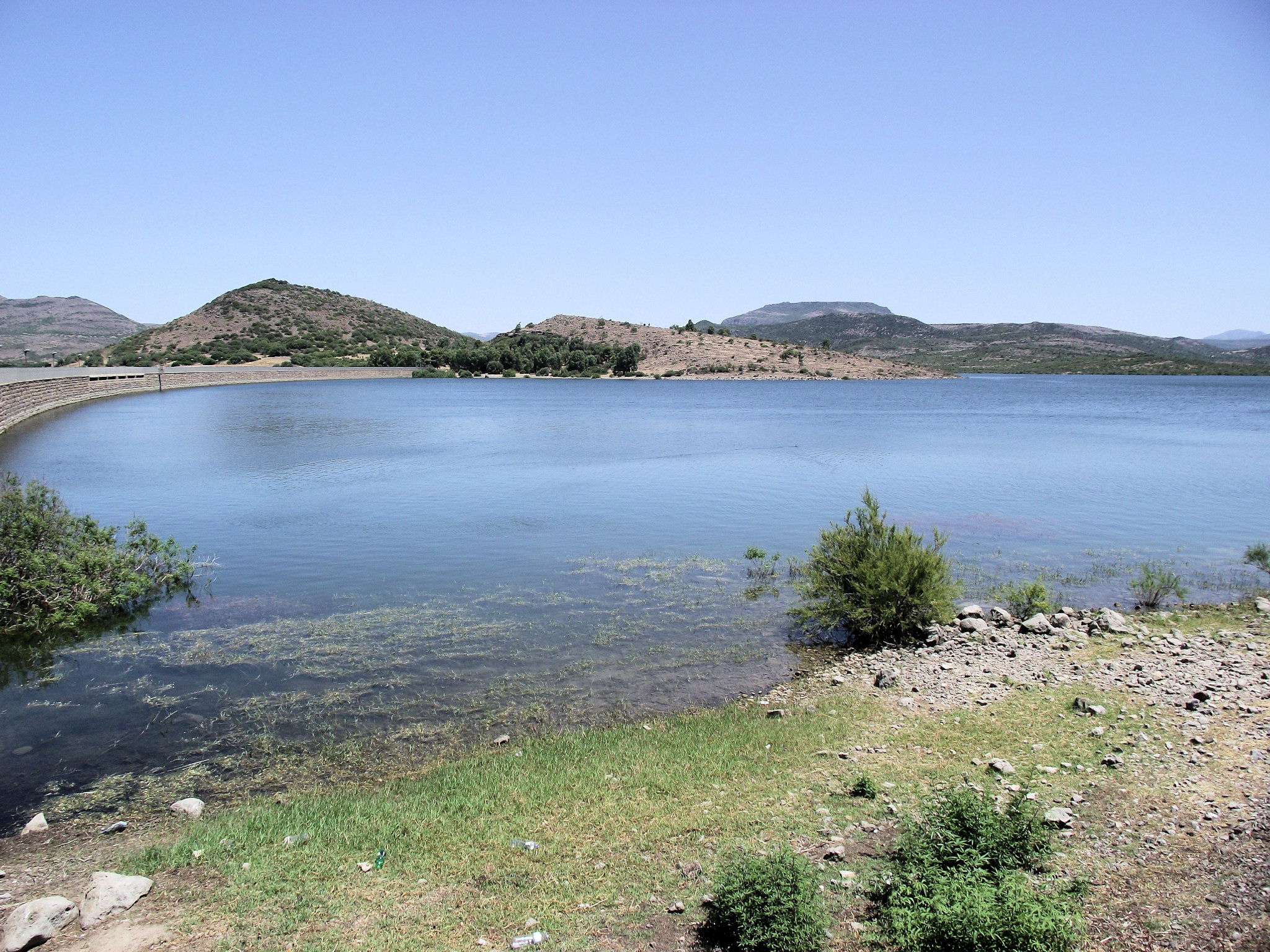
Il lago

La diga è di tipo muraria a gravità ordinaria. Ha un'altezza, calcolata tra quota coronamento e punto più basso del piano di fondazione, di 34,50 metri e sviluppa un coronamento di 215,90 metri a 46,50 metri s.l.m.
Alla quota di massimo invaso, prevista a m 45,50 s.l.m., il bacino generato dalla diga ha una superficie dello specchio liquido di circa 6,980 km² mentre il suo volume totale è calcolato in 63 milioni di m³. La superficie del bacino imbrifero direttamente sotteso risulta pari a 436 km².